# Acrocordia megalospora
Acrocordia megalospora är en lavart som först beskrevs av Fink, och fick sitt nu gällande namn av R. C. Harris. Acrocordia megalospora ingår i släktet Acrocordia och familjen Monoblastiaceae.   Inga underarter finns listade i Catalogue of Life.